# Йосиф Ґродський
Йосиф Ґродський (прізвище інколи Гродський, хресне ім'я Іван; 30 січня 1869, Монастирок — 6 жовтня 1947, Краснопуща) — український чернець-василіянин, секретар митрополита Андрея Шептицького, економ Святоюрського палацу у Львові і касир митрополичих маєтностей, письменник, автор спогадів про митрополита Шептицького.

## Життєпис
Народився 30 січня 1869 року в с. Монастирок Бродівського повіту в сім'ї Пантелеймона Ґродського і його дружини Анни з дому Пондик. Навчався в народній школі в Станіславчику. 12 листопада 1894 року вступив до Василіянського Чину на новіціят у Добромильський монастир, де його магістром був о. Андрей Шептицький. Перші обіти склав 18 січня 1898 року, а вічні — 12 лютого 1901 року. Після перших обітів був коротко в Бучачі, потім у Словіті в монастирі монахинь-василіянок допомагав у впорядкуванні монастиря (у 1897 василіянам доручили реформу василіянок). У 1899 році коли Андрея Шептицького обрали станиславівським єпископом, бр. Йосиф став його секретарем, потім секретарював йому як митрополиту, був управителем митрополичих палат і касиром митрополичих маєтностей — упродовж 37 років.
Їздив з митрополитом Андреєм до Святої Землі (1906), був делегований у Боснію (1907 і 1908), після цих поїздок написав книжку «Положенє русинів в Боснії», їздив з Шептицьким до США і Канади в 1910—1911 роках (написав з цього приводу спомини: «Відвідини Америки митр. А. Шептицьким в 1910 р.»). Був з митрополитом на засланні в Росії, потім сам у Єнісейській губернії. У 1920—1923 роках супроводжував митрополита у подорожі до Північної Америки. У 1930-х роках як економ опікувався господарськими справами при митрополичих палатах. У 1936 році брат Йосиф Ґродський перебував у Золочівському монастирі, потім через рік у Краснопущі.
Помер 6 жовтня 1947 року в Краснопущі.

## Спогади про митрополита Шептицького
- «З часів московського наїзду» // Українське слово, чч. 73‒80 за 23‒30 вересня 1915 [передрук: Нива, ч. 1 за 1916, с. 26‒42]
- бр. Й. Г. «Відвідини Америки митр. А. Шептицьким в 1910 р.» // Богословія, т. 4, кн. 1-2.— Львів 1926. — с. 170—197.
- бр. Й. Г. «Відвідини нез'єдинених архієреїв у митрополита Андрея» // Богословія, т. 7, кн. 3-4. — Львів 1929.

Ці три опубліковані тексти спогадів та інші три, збережені в машинописах у ЦДІАУЛ, увійшли до збірки «Життя в тіні великого Митрополита: брат Йосиф Ґродський і його спогади» (Львів 2020), виданої під редакцією Романа Скакуна.

## Твори
- «Положенє русинів в Боснї [Архівовано 19 вересня 2021 у Wayback Machine.]» (Львів 1910),
- «Життя Господа нашого Ісуса Христа» (Львів 1923)
- «Про чернече життя» / під псевдонімом Іван Карпович (Перемишль 1924),
- «Через мечі до життя. Реліґійна повість у трьох частинах» / під псевдонімом Іван Карпович (Львів-Жовква 1927),
- «Предвічна женщина або життя Пречистої Діви Марії» (Жовква 1932)